# Косач-Борисова Ізидора Петрівна
Ізидора Петрівна Косач, у шлюбі Косач-Борисова (9 (21) березня 1888, Колодяжне, Ковельський повіт, Волинська губернія, Російська імперія — 12 квітня 1980, Піскатавей, штат Нью-Джерсі, США) — українська мемуаристка, викладачка, перекладачка, діячка культури, агрономка, діячка ОУН. Член-кореспондентка Української вільної академії наук, почесна членкиня Союзу українок Америки.
Пережила сталінські репресії, німецьку окупацію Києва в Другу світову, після чого на еміграції зайнялась письменницькою діяльністю.
Наймолодша рідна сестра Лесі Українки, Михайла Косача, Ольги Косач-Кривинюк, Оксани Косач-Шимановської, Миколи Косача.

## Життєпис
Народилася 9 (21) березня 1888 року, в селі Колодяжне на Волині в родині Олени Пчілки та Петра Антоновича шостою, наймолодшою дитиною в родині. Дитячі прізвиська Ізидори в родині Косачів: Дроздік, Дроздик, Дроздишка, Дроздоньо, Дробішка, Дора, Донна Дора, Патя, Біла Гусь, Гусик, Гусиня, Гусінька, Гуся; колективні прізвиська (разом із братом Миколою та сестрою Оксаною): Гуси, Тигри-Негри.

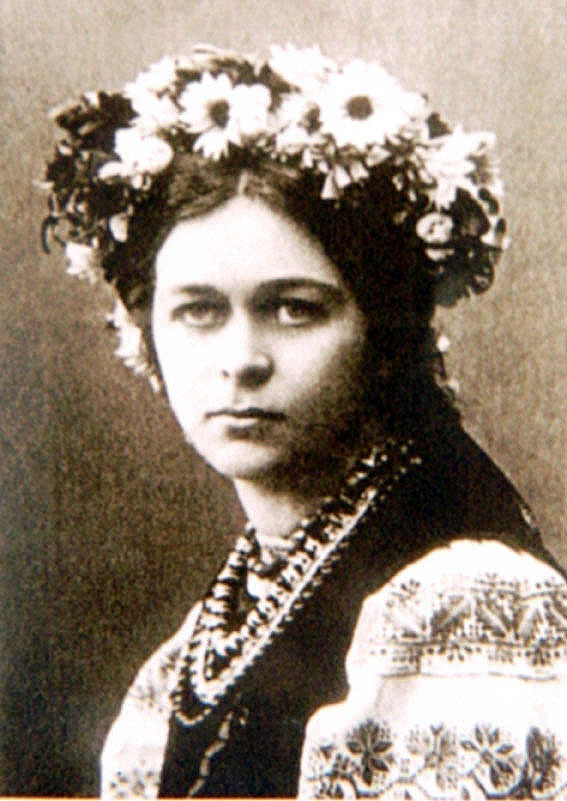
Ізидора Косач-Борисова в народному вбранні

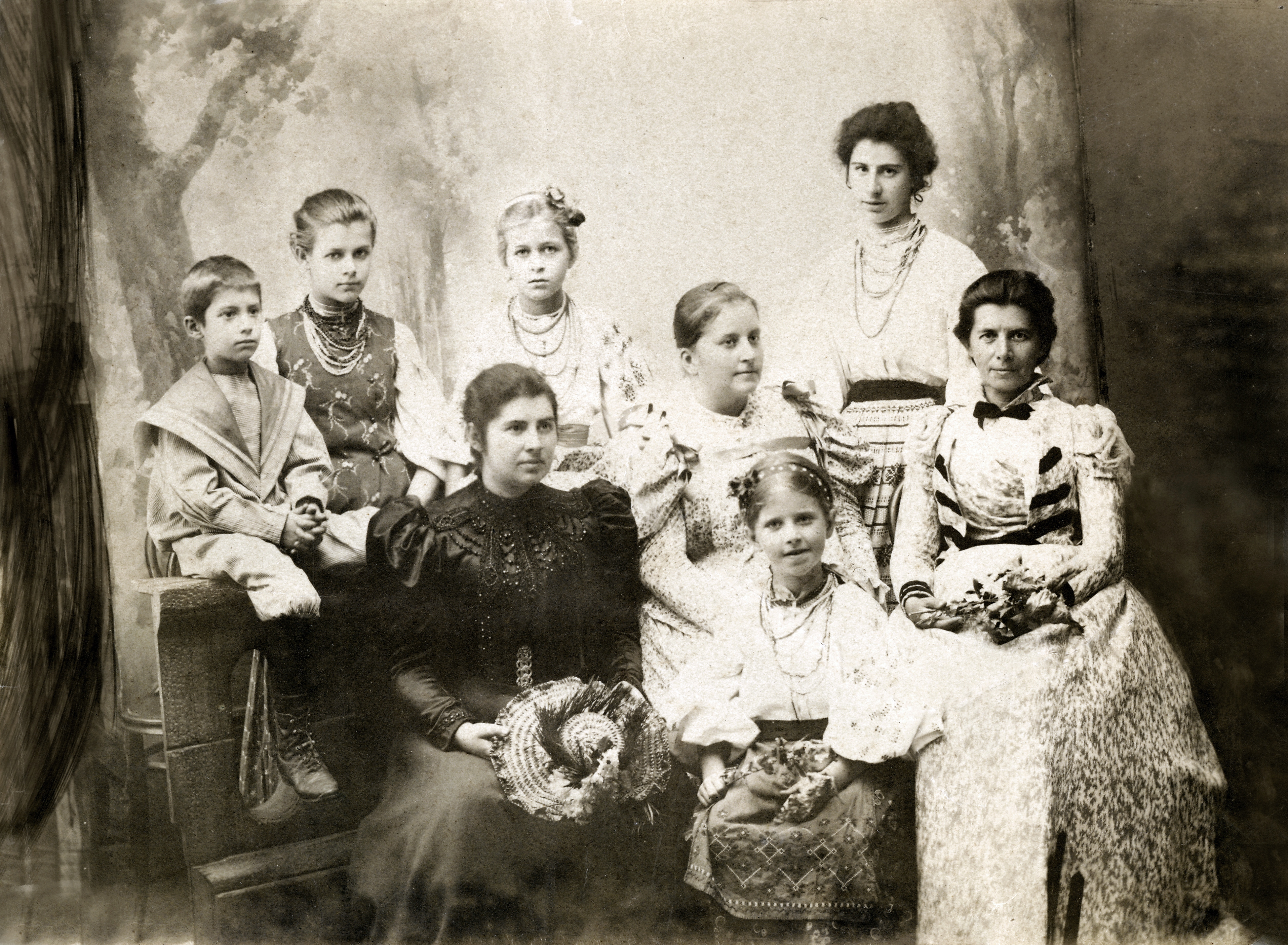
Драгоманови й Косачі у 1890-х. Сидять, зліва направо: Світозар, Лідія, Олександра (дружина Олександра Драгоманова) з донькою Оксаною, Олена Пчілка. Стоять, зліва направо: Оксана й Ізидора Косач та Аріадна Драгоманова

Ґрунтовну початкову освіту Ізидора здобула вдома, зокрема, старша сестра Леся Українка навчала малу Дору французької мови та гри на фортеп'яно, це дозволило їй легко перейти до четвертого класу П'ятої гімназії в Києві.
Після закінчення гімназії (1905) навчалася на Жіночих сільськогосподарських курсах ім. Стебута у Петербурзі. Восени 1906 року перевелася на агрономічний відділ сільськогосподарського факультету Київського політехнічного інституту, який почав приймати жінок (була однією з 16 перших студенток), і закінчила його у січні 1911 року, здобувши фах агронома. З 1911 р. працювала на дослідній станції виноградарства і виноробства Кишиневі.
22 квітня 1912 року Ізидора Косач обвінчалась із Юрієм Борисовим у Благовіщенській церкві в Києві. Свідками від нареченого були Світозар Драгоманов і Григорій Борисов. Від нареченої — Петро Тесленко-Приходько та Михайло Кривинюк. 1913 р. переїхала до чоловіка в Кам'янець-Подільський. 23 липня 1914 р. у Києві народила дочку Ольгу. У 1914–1918 роках жила в Києві, Гадячі, Катеринославі. 1918 року, після звільнення чоловіка з австрійського полону, повернулась у Кам'янець-Подільський, де викладала хімію в гімназії та агротехнікумі.
До 1925 р. з родиною, матір'ю та родиною сестри Ольги мешкає у Могилеві-Подільському. З 1925 р. мешкала в Києві, працювала агрономкою на Київщині, викладала в Агроінженерному інституті (Біла Церква), у Сільськогосподарському інституті (Київ) на кафедрі фізіології рослин була асистенткою акад. Є. П. Вотчала. Наприкінці 1920-х співпрацювала з Державним видавництвом України (ДВУ), перекладаючи з французької Еміля Золя.

### Репресії
1929 року уповноважений Державного політичного управління УСРР Гніздовський здійснив трус у київському помешканні сестер Ольги та Ізидори Косач, які мешкали з матір'ю по вулиці Овруцькій, 16 (нині 6); було конфісковано листування Косачів і ледве не заарештовано немічну 80-літню Олену Пчілку в справі приналежності її до «контрреволюційної» організації «Спілка визволення України».
1930 — чоловіка вислано до Вологодської області, повернувся до Києва у жовтні 1933 року.
У роки сталінського терору Ізидору Косач-Борисову репресовано: у вересні 1937 року — заарештовано й ув'язнено в Лук'янівській тюрмі за участь у контрреволюційному націоналістичному угрупуванні та контрреволюційній діяльності, а також за зв'язки з родичами за кордоном. Ізидора Косач навідріз відмовлялася визнавати провину, проте не спростовувала наявність рідні за кордоном (з 1913 сестра Оксана мешкала в Празі). 20 листопада 1937 року трійка НКВС винесла рішення, у якому І. Косач звинувачувалась у тому, що вела серед студентів Київського сільгоспінституту «контрреволюційну націоналістичну діяльність, поширюючи провокаційні чутки». Вирок було винесено на підставі свідчень двох її студентів, і без пояснень Ізидору Косач засуджено на 8 років виправно-трудових таборів.
4 лютого 1938 р. вислана відбувати покарання на лісоповалі до Онезьких таборів «Онеглаг». 1 березня 1938 р. вдруге заарештовано органами НКВС УРСР і засуджено на 5 років виправно-трудових таборів чоловіка. Термін він відбував у м. Пінеги Архангельської обл., де згодом і загинув у сибірських таборах, найвірогідніше 1941 року.
У листопаді 1939 р. після багаторазових клопотань Ізидори, сестри Ольги й дочки Ізидори Олесі Сергіїв та перегляду справи напередодні святкування 70-річчя від дня народження Лесі Українки Ізидору Косач-Борисову звільнили. Після повернення до Києва на початку 1940 р. її разом з Ольгою Косач-Кривинюк влада залучила до проведення заходів, присвячених 70-річчю від дня народження їхньої видатної сестри. До 1941 року Косач-Борисова працювала у Другому Медичному інституті на кафедрі гістології.
У роки Другої світової війни перебувала в окупованому німцями Києві, працювала в органах місцевого самоврядування та тресті «Цукорцентраль», що розташовувався по вул. Михайлівській, 17-а. Була обрана до складу заснованої Олегом Ольжичем та іншими націоналістами Української національної ради (котра мала стати ядром майбутньої самостійної України). Попри це, не належала до жодної з українських національних партій або фракцій. Мала зв'язки з підпіллям ОУН(м), і потрапила через це до гестапівської в'язниці (вул. Короленка) разом з іншими оунівцями. За деякий час поталанило звільнитися з ув'язнення.

### Еміграція
Восени 1943 року разом із дочкою Олесею та онуками Михайлом та Ольгою, не бачачи перспектив життя в тоталітарній системі, покинула Україну; старша сестра Ольга добиралася до сестри Оксани в Прагу іншим шляхом. «Хто мав 24 роки „райського життя“, — писала Ізидора Косач, вириваючись з більшовицької неволі, — хочеться лише, щоб всі близькі, дорогі люде вижили, щоб жити разом і щоб ніхто не займав».
Біженці затрималися у Львові до весни 1944 р. Далі Ізидора Косач з родиною та з іншими втікачами виїхала на Захід через Краків потягом, який організував Український центральний комітет у Берліні. У Німеччині перебувала в таборі для переміщених осіб у Новому Ульмі.
У грудні 1949 року прибула з родиною до США, оселилася у містечку Нью-Маркет (штат Нью-Джерсі). Працювала помивачкою посуду, вишивала для крамнички Союзу Українок Америки у Філадельфії. Написала спогади про Олену Пчілку, Лесю Українку, Миколу Лисенка, Колодяжне та Зелений Гай. Опублікувала в журналі «Наше життя», що був органом СУА, спогади про своє перебування на каторзі.
Співпрацювала з жіночими громадськими організаціями, була обрана почесною головою Комітету при Української вільної академії наук у США для видання праці Ольги Косач-Кривинюк «Леся Українка. Хронологія життя і творчости».

### Пізні роки
Брала участь у діяльності української громади, багато розповідала про своїх батьків, братів і сестер, про родини Лисенків, Старицьких, Ольгу Кобилянську, Івана Франка, консультувала співробітників Музею Лесі Українки у м. Києві.
Померла 12 квітня 1980 року в містечку Піскатавей, штат Нью-Джерсі. Похована на українському цвинтарі св. Андрія в Савт-Бавнд-Бруку.
16 січня 1989 року Указом Президії Верховної Ради СРСР Ізидора Петрівна Косач-Борисова була посмертно реабілітована. Її дочка Ольга Сергіїв у 1989–1991 рр. передала родинний архів в Україну.

## Творчість
Переклала роман Еміля Золя «Провина абата Муре» (Київ, ДВУ, 1929, 332 с.).
Авторка спогадів:
- «Про Людмилу Старицьку-Черняхівську»;
- «Михайло Васильович Кривинюк»;
- «Михайло Віталійович Лисенко в родинному та дружньому оточенні»;
- «Про похорон Лесі Українки» (1963);
- «Про історію написання поезії Лесі Українки „Impromptu“» (1963);
- «Леся Українка в оточенні близьких — родини і друзів (спогади до 50-ліття її смерти)», (1964);
- «Колодяжне (до біографії Лесі Українки)» (1952);
- «Зелений Гай (спогад)» (1954);
- «Як святкували Різдво в домі Лесі Українки» (1965);
- «Про працю Леся Українка. Хронологія життя і творчости» (1970).